# العبدة
العبدة هي قرية لبنانية من قرى قضاء عكار في محافظة الشمال. تقع في تجمع للقرى يسمى الهضبات. وفيها معبر الحدود الشمالية مع سوريا.